# Ривош, Урия Езекиилович
Урия Езекиилович Ривош (8 сентября 1902, Витебск — 6 мая 1944, Свердловск) — советский инженер, конструктор-турбостроитель.

## Биография
Родился в семье врача Езекиля Евелевича Ривоша (сын режицкого мещанина Евеля Урьевича Ривоша).
Окончил Петроградский политехнический институт (1923).
Работал на Ленинградском Металлическом заводе, в 1935—1938 годах заместитель главного конструктора паровых турбин.
В 1938—1944 ведущий конструктор Невского машиностроительного завода (Ленинград), эвакуированного в 1941 году в Свердловск.
Умер 6 мая 1944 года в Свердловске. Похоронен на Михайловском кладбище.

## Семья
Троюродный брат — Яков Наумович Ривош, художник.

## Сочинения
- Рабочие лопатки паровых турбин. — Л.-М., 1941 (в соавт. с А. В. Левиным).

## Награды
- Сталинская премия 1946 года — за создание паровой турбины генератора мощностью 100 тысяч л. с., частотой 10 000 об/мин, установленных на ТЭЦ.[2]